# 伍德羅·威爾遜國際學者中心
伍德羅·威爾遜國際學者中心（英語：Woodrow Wilson International Center for Scholars），又名威爾遜國際學者中心，簡稱威爾遜中心（英語：Wilson Center），是一個位於美國華盛頓特區的總統紀念館，命名是為了紀念美國唯一擁有博士學位的總統伍德羅·威爾遜。美國國會在1968年的法案使它成為史密森尼學會的一部分。它也是世界排名前15的智庫。該中心的使命是：「成為美國超越黨派的關鍵政策論壇，通過獨立研究和公開對話，在全球問題上對國會、政府和政策界提出可實踐的想法」。

## 組織
該中心是史密森尼學會的一部分，但有獨立的理事會，由美國聯邦政府官員和由美國總統任命的非官方人士擔任理事。該中心理事會成員現為17人，包括美國國務卿、美國衛生及公共服務部部長、美國教育部長、美國國家人文基金會主席、史密森尼學會會長、美國國會圖書館館長、美國國家檔案和記錄管理局局長、一位美國聯邦政府官員及9位非官方人士。
該中心的主任和工作人員，包括學者、出版商、圖書館員、行政人員和支持人員，對理事負責，執行該中心的使命。美國眾議院議員簡‧哈爾曼於2011年辭職接任現任主任。由公民組成的威爾遜顧問團對理事及工作人員提出建議。實習生通常由本科生或研究生擔任，支持訪問學者和工作人員的活動，同時學習作頂尖研究。
中心多數的工作人員組成專門的計劃與項目，涵蓋的領域廣泛；這些計劃與項目組織會議及研討會，並支持各種調研、溝通、及相關其領域的出版物。歷史與公共政策項目、冷戰國際史項目、朝鮮國際文件研究項目由 Christian F. Ostermann 擔任主任，James Person 擔任副主任。
該中心還出版一本雜誌《威爾遜季刊》，由史蒂芬·拉格菲尔德擔任編輯。
2011年，威爾遜中心在全球智庫排名前15；它在美國排名第8，國際事務全球排名第9，在發展全球排名第7。

## 項目

### 歷史與公共政策項目
歷史與公共政策項目（英語：History and Public Policy Program）：側重於歷史與政策制定之間的關係，目的是培養開放和無黨派的關於歷史問題的對話。該項目協調外交史上深入的研究（通過冷戰國際史項目的工作）；地區安全問題（通過朝鮮國際文件研究項目）；核歷史（通過核擴散國際史項目），以及全球的軍事和安全問題，如對華沙公約組織和歐洲安全的歷史研究（與威爾遜中心的歐洲研究）。

### 冷戰國際史項目
冷戰國際史項目（英語：The Cold War International History Project）：1991年在麥克阿瑟基金會贊助下成立，並創辦專業刊物《冷戰國際史項目公報》（CWIHP Bulletin）。該項目支持參與冷戰的政府全面快速地開放史料，並尋求加快昔日“共產主義陣營”的新資源，材料和觀點與冷戰史學的整合過程，並且努力超越語言，地理和區域專業化的壁壘，創造冷戰史學者之間新的聯繫。「冷戰國際史」這一概念因此開始流行，並被國際學界廣為接受。它是全世界最主要的冷戰史研究中心。項目目前的贊助者包括韓國國際交流財團（首爾），亨利·魯斯基金會（紐約），麥克阿瑟基金會（芝加哥），安德魯·W·梅隆基金會（紐約）等。
2011年，威爾遜中心與華東師範大學合作開展冷戰史研究，并在威爾遜中心成立了“華東師大—威爾遜中心冷戰研究美國工作室”。

### 朝鮮國際文件研究項目
朝鮮國際文件研究項目（英語：North Korea International Documentation Project）：鑒於學術界和政策制定者對於朝鮮的工作經常受限於缺乏資訊，该项目旨在成為學術界和政策制定者的朝鮮信息交流中心。方式是廣泛傳播前共產主義盟國最近解密的朝鮮文件。該項目已經從前蘇聯，中國，東德，羅馬尼亞，阿爾巴尼亞，蒙古國，保加利亞，波蘭，匈牙利，美國和韓國檔案館取得並發布朝鮮的歷史文件。該項目經由與首爾的朝鮮研究大學及國際學者的合作，獲得關於朝鮮的原始與翻譯文件，出版《朝鮮國際文件研究項目手稿》(英語：NKIDP Working Paper)，也經常在《冷戰國際史項目公報》發表成果。該項目的贊助者包括韓國國際交流財團等。該項目曾發表文件，揭露朝鮮派空軍支持越南戰爭具体的规模和详情。

## 威爾遜獎
伍德羅·威爾遜總統的信念是：「最崇高的宗教是為人服務，最偉大的信條是為共同利益而工作」。從1998年開始，威爾遜中心每年頒發「伍德羅·威爾遜獎」，表揚實踐這種信念的得獎人，他們經過深思熟慮的討論，慷慨的慈善事業，無私的服務，使得世界更美好。
威爾遜獎分成兩類：威爾遜公共服務獎與威爾遜企業公民獎。

## 組織交流
中国社会科学院、華東師範大學學者曾在美國研究時獲得伍德羅·威爾遜國際學者中心資金協助，但目前沒有實際合作項目。